# Стоян Алексиев
Стоян Цветков Алексиев е български актьор и режисьор.

## Биография
Роден е във Варна на 15 март 1951 г. През 1975 г. завършва актьорско майсторство за драматичен театър във ВИТИЗ „Кръстьо Сарафов“ в класа на проф. Елка Михайлова. Играе на сцените на театрите в Шумен (1975 – 1978), Варна (1978 – 1984), Пловдив (1984 – 1987). От 1997 г. е на щат към Народния театър „Иван Вазов“.
В Театър 199 играе в постановките: „Процесът по изчезване тялото на Исус Назарянина“ от Стефан Гечев, „Порок и престъпление (Вечерята)“ от Жан Клод Брисвил, „Вайсман и червенокожият“ от Георг Табори, „Син портокал“ от Джо Пенхол, „Фантомна болка“ от Елена Алексиева.
През 1997 – 2000 г. е директор на Драматичен театър „Стоян Бъчваров“.
Негова племенница е актрисата Лорина Камбурова.

## Кариера на озвучаващ актьор
Алексиев се занимава активно с озвучаване на филми и сериали. Участва във войсоувър и нахсинхронните дублажи на редица сериали, измежду които „Срещи с Джордан“, „Изгубени“ (дублаж на „Александра Аудио“), „Извън играта“ (в първите няколко сезона), „Кунг-фу пилета“, „Илай Стоун“, „Шоуто на Шантавите рисунки“, „Кейси под прикритие“ и други.
Озвучава и аудио книги на български език на Аудиокниги.бг, вече Сторител България.
През 2022 г. Алексиев е заместен от Петър Бонев за озвучаването на Гру в „Миньоните 2“.
| Актьор           | Заглавия | Роли                                                                    |
| ---------------- | --- | ----------------------------------------------------------------------- |
| Антонио Бандерас | Шрек 2 (дублаж на „Александра Аудио“) Шрек Трети (дублаж на „Александра Аудио“) Блатната Коледа на Шрек Шрек завинаги (дублаж на „Александра Аудио“) Котаракът в чизми (дублаж на „Александра Аудио“) | Котаракът в чизми Котаракът в чизми Котаракът в чизми Котаракът в чизми |
| Джак Лемън       | Сърдити старчета (дублаж на bTV) По-сърдити старчета (дублаж на bTV) Скъпи сънародници | Джон Густафсън младши Президент Ръсел Креймър                           |
| Джеймс Уудс      | Херкулес (сериал) Клуб Маус Ваканцията: Строго забранена Всички на сърф | Хадес Д-р Филиам Бенедикт Реджи Белафонте                               |
| Джим Къмингс     | Цар лъв Бейб в града (дублаж на bTV) | Ед и Кърицата Пеликан                                                   |
| Робин Уилямс     | Аладин Роботи | Продавачът на чудеса Фендър                                             |
| Роско Лий Браун  | Бейб (дублаж на bTV) Бейб в града (дублаж на bTV) | Диктор                                                                  |
| Стийв Карел      | Аз, проклетникът (дублаж на „Александра Аудио“) Аз, проклетникът 2 (дублаж на „Александра Аудио“) Миньоните (дублаж на „Александра Аудио“) Аз, проклетникът 3                                         | Гру Младият Гру Гру и Дру                                               |
| Тони Шалуб       | Колите Колите 2 Колите 3 | Луиджи                                                                  |
| Ф. Мъри Ейбрахам | Естер Как да си дресираш дракон: Тайнственият свят (дублаж на Александра Аудио) | Мордекай Гримъл                                                         |

## Филмография
| Година      | Филми и Сериали                                             | Серии | Копродукции                    | Роля                                |
| ----------- | ----------------------------------------------------------- | ----- | ------------------------------ | ----------------------------------- |
| 2016        | Откраднат живот                                             | 42    |                                | професор Иван Генадиев              |
| 2016        | Пеещите обувки                                              |       |                                | владиката                           |
| 2015        | Солвейг                                                     |       |                                | бащата на Ана                       |
| 2014        | Психиатрията Стоунхърст (Eliza Graves)                      |       | САЩ                            | доктора                             |
| 2014        | Пътят към Коста дел Маресме Българска рапсодия – 2 заглавие |       | България / Израел              | Авраам                              |
| 2014        | Знакът на българина                                         | 6     |                                | кардинал Доменико Строци            |
| 2013        | Дървото на живота                                           | 24    |                                | Борис Хаджиконстантинов             |
| 2013        | Вангелия                                                    | 13    | Беларус / Русия / Украйна      | странникът                          |
| 2012        | Инкогнита                                                   |       | България / Русия               | Емил                                |
| 2012        | София (Sofia)                                               |       | САЩ                            | пътник                              |
| 2012        | Отплата                                                     | 12    |                                | съдия Тодор Генов                   |
| 2012        | Капитанската дъщеря (La figlia del capitano)                |       | Италия / Чехия / България      | княз Гриньов                        |
| 2010        | Цахес                                                       |       |                                |                                     |
| 2010        | Зад кадър                                                   |       |                                |                                     |
| 2009        | Хъшове                                                      | 4     |                                | старият Бръчков                     |
| 2008        | Наивният (Naive)                                            |       | Франциия                       |                                     |
| 2008        | Парче от дъгата                                             |       |                                | диригентът Душко Джакин             |
| 2008        | Une femme à abattre                                         | ?     | Италия                         | Игор Саленко                        |
| 2008        | Военен кореспондент                                         |       |                                | генерал Найденов                    |
| 2007        | Приключенията на един Арлекин                               | 4     |                                | (в серия: II)                       |
| 2006        | Заекът на Ватанен („Le lièvre de Vatanen“)                  |       | Белгия / България / Франция    | рибарят                             |
| 2006        | Разследване                                                 |       | България / Германия / Холандия | адвокат                             |
| 2005 – 2007 | Капитанът                                                   | 14    |                                |                                     |
| 2005        | Патриархат                                                  | 7     |                                |                                     |
| 2004        | Откраднати очи                                              |       | България / Турция              | Офицерът от ДС                      |
| 2004        | Бягството на невинните („La fuga degli innocenti“)          |       | Италия                         | г-н Шимц                            |
| 2003        | Сорая (Soraya)                                              |       | Италия / Германия / франция    | английски представител              |
| 2003        | Тайната вечеря на Дякона Левски                             |       |                                | Сашка                               |
| 2002        | Папа Йоан XXIII (Papa Giovanni – Ioannes XXIII)             | 2     | Италия                         | полицай                             |
| 2000        | Хайка за вълци                                              | 6     |                                | главният учител                     |
| 1998        | Духът на баща ми                                            |       |                                | бащата Петър Илиев, съпруг на Елена |
| 1996        | Дон Кихот се завръща (Дон Кихот возвращается)               | 2 ч.  | Русия / България               | майсторът Николас                   |
| 1995        | Езерното момче (тв)                                         |       |                                | писателят                           |
| 1994        | Любовни сънища                                              |       | България / Италия              |                                     |
| 1994        | Записки по българските мафии                                |       |                                | слепеца                             |
| 1993        | Сирна неделя                                                |       |                                | майор на милицията Тетимов          |
| 1992        | Денят на свинята (Il giorno del porco)                      |       | Италия                         | Луцисперио                          |
| 1992        | Куршум за рая                                               |       |                                | българският войвода Калъча          |
| 1991        | Бай Ганьо тръгва из Европа                                  |       |                                | Щастливеца                          |
| 1991        | Бай Ганьо                                                   | 4     |                                | Щастливеца (в 3 серии: I, II, IV)   |
| 1991        | Ръфърти (Рафферти)                                          | 3     | СССР                           | (във 2-ра серия)                    |
| 1990        | Поверие за белия вятър                                      |       |                                |                                     |
| 1990        | Немирната птица любов                                       |       |                                | Стоян Алексиев                      |
| 1989        | Карнавалът                                                  |       |                                |                                     |
| 1989        | Живей опасно                                                |       |                                | д-р Сребров от „Бърза помощ“        |
| 1989        | Под игото                                                   | 9     | България / Унгария             | чешкият фотограф Бързобегунек       |
| 1988        | Време на насилие                                            |       |                                | лудият                              |
| 1988        | Време разделно                                              | 2     |                                | селянинът видял чумата              |
| 1988        | Вчера                                                       |       |                                | Найденов                            |
| 1987        | Мечтатели                                                   |       |                                | Найчо Цанов                         |
| 1986        | За къде пътувате                                            |       |                                | доцент Радослав Радев               |
| 1983        | Ако те има                                                  |       |                                |                                     |
| 1982        | Комбина                                                     |       |                                |                                     |
| 1978        | Селцето                                                     | 5     |                                | агитаторът                          |
| 1978        | Селцето                                                     | 2     |                                | агитаторът                          |
| 1978        | По дирята на безследно изчезналите                          | 4     |                                |                                     |
| 1977        | От другата страна на огледалото                             |       |                                |                                     |
| 1976        | Година от понеделници                                       |       |                                |                                     |
| 1976        | Допълнение към закона за защита на държавата                |       |                                |                                     |
| 1975        | Сладко и горчиво                                            |       |                                | „Лигата“                            |

- „Нюрнберг: Процесът на нацистите“ (2006) (Nuremberg: Nazis on Trial) (документален, 3 серии), (Великобритания/САЩ) – Ялмар Шахт в епизода Херман Гьоринг

## Театрални роли
- „Три сестри“ (Прозов)
- „Платонов“ (Платонов)
- „Процесът по изчезване тялото на Исус Назарянина“
- „Порок и престъпление (Вечерята)“
- „Топлина през ноември“ (Алекс)
- „Син портокал“
- „Пер Гинт“ (Пер Гинт)
- „Васа Железнова“ (Павел)
- „Вайсман и червенокожият“
- „Полет над кукувиче гнездо“ (Дейл Хардинг)
- „Хъшове“ (Бащата на Бръчков)
- „Амазонка“
- „Фантомна болка“
- „Идеалният мъж“ (Лорд Кавършъм)
- „Дългият път на деня към нощта“ (Джеймс Тайрон старши)
- „Каквато ти ме искаш“
- „Да се провреш под дъгата“
- „Вишнева градина“
- „На ръба“ (Чичо Стоян)
- „Лавина“
- „Някъде в този живот, или Да си паркираш колата в двора на Харвард“ (Джейкъб Бракиш)

## Телевизионен театър
- „Вишнева градина“ (2010) (Антон Павлович Чехов)
- „Страшният съд“ (1992)
- „Диоген“ (1989) (Владимир Константинов)
- „Учителят“ (1989) (от Ст. Л. Костов, реж. Емил Капудалиев) - учителят
- „Равна на четири Франции“ (1986) (Александър Мишарин)
- „Лоренцачо“ (1983) (Алфред дьо Мюсе)